# Долна Локвица
Вижте пояснителната страница за други значения на Локвица.
Долна Локвица (на гръцки: Οφρύνιο, Офринио, катаревуса Οφρύνιον, Офринион, до 1954 Κάτω Λακκοβίκια, Като Лаковикия) е село в Егейска Македония, Гърция, дем Кушница, област Източна Македония и Тракия.

## География
Селото е разположено на 140 m надморска височина в южните склонове на планината Кушница (Пангео) недалеч от брега на Орфанския залив при вливането на река Струма. Локвица (Месолакия) в северните склонове на планината е отделно селище в съседния дем Амфиполи.

## История

### Етимология
Според Йордан Н. Иванов името Лаковикия е лъковит < лъка с т' > к'.

### В Османската империя
В края на XIX век Долна Локвица е малък чифлик с гръцко население.

### В Гърция
Селото попада в Гърция след Междусъюзническата война в 1913 година. В преброяването от 1913 година се води напуснато селище, а в 1920 година има 120 жители, вероятно бежанци от Източна Тракия. През 20-те години в селото са заселени още гърци бежанци. В 1928 година Долна Локвица е местно-бежанско със 148 семейства с 549 души. В преброяването от 1928 година има 629 жители, от които 456 бежанци, заселени след 1922 година. Българска статистика от 1941 година показва 724 жители.
Населението произвежда много тютюн, пшеница, частично памук, детелина и други земеделски продукти, като е развито и краварството.
| Име        | Име         | Ново име | Ново име | Описание                       |
| ---------- | ----------- | -------- | -------- | ------------------------------ |
| Граци      | Γκράτσι     | Корифи   | Κορυφή   | възвишение, С от Долна Локвица |
| Бакла тепе | Μπάκλα Τεπέ | Охира    | Οχυρά    | възвишение, Ю от Долна Локвица |

| Година    | 1913 | 1920 | 1928 | 1940 | 1951 | 1961 | 1971 | 1981 | 1991 | 2001 | 2011 | 2021 |
| --------- | ---- | ---- | ---- | ---- | ---- | ---- | ---- | ---- | ---- | ---- | ---- | ---- |
| Население | 0    | 120  | 629  | 784  | 905  |      |      |      | 880  | 831  | 758  | 738  |